# Flandrien-Trofee
Die Flandrien-Trofee ist eine Auszeichnung, die von der flämischen Tageszeitung Het Nieuwsblad an Radrennfahrer und Radrennfahrerinnen vergeben wird. 
Die Auszeichnung wird seit 2003 vergeben, ursprünglich auf der Basis einer öffentlichen Abstimmung. Seit 2008 wählen die Sportlerinnen und Sportler selbst die Ausgezeichneten aus einer Liste von Vorschlägen, die von einer Expertenrunde zusammengestellt wird. Seitdem geht die Auszeichnung nur noch an Rennfahrer aus Belgien, aber es wurde eine internationale Kategorie eingeführt. Die Flandrien-Trofee selbst war zunächst für männliche Elite-Radrennfahrer bestimmt, inzwischen kamen weitere Kategorien hinzu.
2016 wurde der Schweizer Fabian Cancellara mit dem Lifetime Achievement Award ausgezeichnet.
Der Begriff Flandrien bezeichnet einen Radrennfahrer oder eine Radrennfahrerin, die sich „durch besondere Kraft“ und „Kampfeslust“ auszeichnet, selbst unter widrigen Wetterumständen wie etwa bei den flämischen Frühjahrsklassikern.

## Flandrien-Trofee
- 2003: Paolo Bettini
- 2004: Tom Boonen
- 2005: Tom Boonen
- 2006: Paolo Bettini
- 2007: Paolo Bettini
- 2008: Greg Van Avermaet
- 2009: Philippe Gilbert
- 2010: Philippe Gilbert
- 2011: Philippe Gilbert
- 2012: Tom Boonen
- 2013: Greg Van Avermaet
- 2014: Greg Van Avermaet
- 2015: Greg Van Avermaet
- 2016: Greg Van Avermaet
- 2017: Greg Van Avermaet
- 2018: Yves Lampaert
- 2019: Wout van Aert
- 2020: Wout van Aert
- 2021: Wout van Aert
- 2022: Remco Evenepoel
- 2023: Jasper Philipsen
- 2024: Remco Evenepoel

## Flandrienne-Trofee
- 2008: Grace Verbeke
- 2009: Grace Verbeke
- 2010: Liesbet De Vocht
- 2011: Grace Verbeke
- 2012: Liesbet De Vocht
- 2013: Jessie Daams
- 2014: Jolien D’hoore
- 2015: Jolien D’hoore
- 2016: Jolien D’hoore
- 2017: Sanne Cant
- 2018: Sanne Cant
- 2019: Sofie De Vuyst
- 2020: Lotte Kopecky
- 2021: Lotte Kopecky
- 2022: Lotte Kopecky
- 2023: Lotte Kopecky
- 2024: Lotte Kopecky

## Internationale Flandrien Award
- 2008: Fabian Cancellara
- 2009: Mark Cavendish
- 2010: Fabian Cancellara
- 2011: Mark Cavendish
- 2012: Bradley Wiggins
- 2013: Chris Froome
- 2014: Michał Kwiatkowski
- 2015: Peter Sagan
- 2016: Peter Sagan
- 2017: Chris Froome
- 2018: Tom Dumoulin
- 2019: Julian Alaphilippe
- 2021: Tadej Pogačar
- 2022: Tadej Pogačar

## Flandrien van het Veld (Cyclocross)
- 2014: Sven Nys
- 2015: Mathieu van der Poel
- 2016: Wout van Aert
- 2017: Mathieu van der Poel
- 2018: Mathieu van der Poel

## Trofee Patrick Sercu
- 2019: Victor Campenaerts
- 2021: Tim Celen

## Lifetime Achievement Award
- 2016: Fabian Cancellara